# Can Batlle (Dosrius)
Can Batlle és un edifici de Dosrius (Maresme) inclòs a l'Inventari del Patrimoni Arquitectònic de Catalunya.

## Descripció
Es tracta d'una masia gran formada per cinc cossos. A la planta baixa hi ha un portal d'entrada que és adovellat amb dovelles grans i de pedra; la resta d'obertures són de pedra granítica i ben conservades. La part del mig de la casa sobresurt un pis més per a les golfes i té coberta a dues aigües. Podríem dir que és del tipus basilical. Té una petita cornisa que envolta tota la casa. Algunes de les seves finestres són d'estil gòtic.

## Història
Aquesta masia, situada als afores del nucli urbà, va pertànyer als marquesos de Dosrius i està molt ben conservada. Actualment ja no és una masia pròpiament dita, sinó que és un restaurant.